# The House of the Lost Court
Pour plus de détails, voir Fiche technique et Distribution.
The House of the Lost Court est un film muet dramatique américain réalisé par Charles Brabin et sorti de 1915.

## Fiche technique
- Réalisation : Charles Brabin
- Scénario : A. M. Williamson (en)
- Société de production : Paramount Pictures
- Date de sortie : 
  - États-Unis : 6 mai 1915[1]

## Distribution
- Robert Conness : Sir Anthony Elliott
- Duncan McRae : Honorable Captain Paul Elliott
- Helen Strickland : Lady Rosamund
- Sally Crute : Nina Desmond
- Viola Dana : Dolores Edgerton
- Margery Bonney Erskine : Mrs. Edgerton
- Gertrude McCoy as Elinore Vane
- William West : The Butler